# Hans Müllejans
Johannes (Hans) Müllejans (* 12. März 1929 in Gressenich-Vicht; † 5. August 2009 in Stolberg-Venwegen) war Aachener Dompropst.

## Leben
Hans Müllejans studierte ab 1949 in München Katholische Theologie und wurde am 28. Februar 1953 im Dom von Bischof Johannes Joseph van der Velden zum Priester geweiht. Sodann wurde er zum weiteren Studium freigestellt und Ende 1956 zum Dr. iur. can. in Kanonischem Recht promoviert. Nach zwei Jahren als Kaplan in Stolberg wechselte Müllejans als Bistumssekretär ins Generalvikariat, übernahm dort 1968 bis 1984 die Verantwortung für die Abteilung Personal und war von 1975 bis 1995 stellvertretender Generalvikar. Nachdem er bereits 1959 Domvikar und 1974 residierender Domkapitular wurde, wurde er 1977 Dompropst des Aachener Doms. 1970 wurde Müllejans zum Monsignore ernannt; Papst Johannes Paul II. verlieh ihm am 5. Januar 1979 den Titel Päpstlicher Ehrenprälat. Altersbedingt wurde Müllejans am 12. März 2004 als Dompropst emeritiert. Sein Nachfolger wurde Prälat Herbert Hammans. Müllejans war 36 Jahre lang Mitglied des Diözesanpriesterrates und 30 Jahre im Diözesanverwaltungsrat. Er war auch seit 1962 Präses der Kolpingsfamilie in Aachen und im Bezirk Aachen.
Müllejans setzte sich während seiner Amtszeit als Dompropst und darüber hinaus sehr für die Erhaltung und Renovierung des Aachener Doms ein. Die von ihm gestartete Aktion „Der Aachener Dom braucht Hilfe“ hat in über 25 Jahren fast 30 Millionen Euro für die Grundsanierung gesammelt. Die Europäische Stiftung Aachener Dom brachte er ebenfalls auf den Weg.  
Von der Pfarrei Heilig-Kreuz wurde Müllejans 1982 mit dem Krüzzbrür-Orden ausgezeichnet. 1989 erhielt er für sein Engagement den Goldenen Ehrenring der Stadt Aachen, der damalige Ministerpräsident von Nordrhein-Westfalen Johannes Rau nannte ihn einen „begnadeten Bettler“ und überreichte ihm 1998 das Große Verdienstkreuz des Verdienstordens der Bundesrepublik Deutschland. Im selben Jahr wurde ihm vom Verein Aachener Presse die Aachener Zeitungsente verliehen.  2000 erhielt er das Österreichische Ehrenkreuz für Wissenschaft und Kunst I. Klasse. Im Jahr 2002 bekam er für seinen nachhaltigen Einsatz für den Aachener Dom von der Stadt Aachen das Ehrenbürgerrecht verliehen. 2004 wurde er als Nachfolger von Dagmar Schipanski Kuratoriumsvorsitzender der Europäischen Stiftung für den Aachener Dom.
Er war seit 1949 Mitglied der katholischen Studentenverbindung K.D.St.V. Rheno-Franconia München im CV, später auch der K.D.St.V. Bergland (Freiberg) Aachen und der K.D.St.V. Kaiserpfalz Aachen und zudem Ehrenmitglied des KStV Carolingia Aachen im KV.

## Veröffentlichungen
- Publicus und privatus im römischen Recht und im älteren kanonischen Recht unter besonderer Berücksichtigung der Unterscheidung ius publicum und ius privatum. Hueber, München 1961 (= Dissertation)